# Miriam Vogt
Miriam Vogt (Starnberg, 20 marzo 1967) è un'ex sciatrice alpina tedesca.
Polivalente in attività tra la fine degli anni 1980 e il decennio successivo, è stata in grado di ottenere un successo in Coppa del Mondo, in discesa libera nel 1992 sulle nevi di Vail negli Stati Uniti; ha raggiunto l'apice della carriera vincendo la medaglia d'oro nella combinata in occasione dei Mondiali del 1993 disputati a Morioka in Giappone.
Agli inizi della carriera, prima della riunificazione tedesca (1990), ha gareggiato per la nazionale tedesca occidentale.

## Biografia
La Vogt debuttò in campo internazionale in occasione dei Mondiali juniores di Jasná 1985; in Coppa del Mondo ottenne il suo primo piazzamento di rilievo nella discesa libera disputata il 10 gennaio 1986 a Bad Gastein, che chiuse all'11º posto, e il primo podio il 27 gennaio 1990 a Santa Caterina Valfurva quando, nella medesima specialità, fu 2ª. Esordì ai Campionati mondiali a Saalbach-Hinterglemm 1991, dove si classificò 12ª nella discesa libera e 4ª nella combinata, e ai Giochi olimpici invernali ad Albertville 1992, piazzandosi 9ª nella discesa libera, 18ª nel supergigante e 9ª nella combinata. Sempre nella stagione 1991-1992 fu 3ª nella classifica della Coppa del Mondo di discesa libera, suo miglior piazzamento in carriera in una Coppa del Mondo di specialità.
Il 12 dicembre 1992 la sciatrice bavarese colse a Vail in discesa libera la sua unica vittoria in Coppa del Mondo; nel prosieguo della stagione prese parte ai Mondiali di Morioka, dove vinse la medaglia d'oro nella combinata e si classificò 5ª nella discesa libera, 22ª nello slalom gigante e 10ª nello slalom speciale, e ottenne l'ultimo podio in Coppa del Mondo, il 3º posto nella discesa libera di Veysonnaz del 26 febbraio. Ai XVII Giochi olimpici invernali di Lillehammer 1994, sua ultima presenza olimpica, si piazzò 12ª nella discesa libera, 9ª nella combinata e non completò lo slalom speciale, mentre nel 1994-1995 in Coppa Europa fu 2ª nella classifica di supergigante, ottenendo fra l'altro l'ultimo podio nel circuito (3ª nel supergigante di Pra Loup del 9 febbraio).
Ai Mondiali di Sierra Nevada 1996 si classificò 19ª nella discesa libera e 7ª nella combinata; l'anno dopo ai Mondiali di Sestriere 1997, sua ultima presenza iridata, fu nuovamente 7ª nella combinata. Disputò la sua ultima gara di Coppa del Mondo il 31 gennaio 1998 a Åre, piazzandosi 9ª in combinata; in seguito la Vogt continuò a prendere parte a prove minori (gare FIS, campionati nazionali) fino al ritiro, avvenuto in occasione del supergigante dei Campionati austriaci juniores 2001 disputato il 18 marzo ad Altenmarkt-Zauchensee.

## Palmarès

### Mondiali
- 1 medaglia:
  - 1 oro (combinata a Morioka 1993)

### Coppa del Mondo
- Miglior piazzamento in classifica generale: 4ª nel 1993
- 10 podi (6 in discesa libera, 1 in supergigante, 3 in combinata):
  - 1 vittoria
  - 3 secondi posti
  - 6 terzi posti

#### Coppa del Mondo - vittorie
| Data             | Località | Paese       | Specialità |
| ---------------- | -------- | ----------- | ---------- |
| 12 dicembre 1992 | Vail     | Stati Uniti | DH         |

Legenda:

DH = discesa libera

### Coppa Europa
- 2 podi (dati dalla stagione 1994-1995):
  - 2 terzi posti

### South American Cup
- 1 podio (dati dalla stagione 1994-1995):
  - 1 vittoria

#### South American Cup - vittorie
| Data           | Località               | Paese | Specialità |
| -------------- | ---------------------- | ----- | ---------- |
| 26 agosto 1995 | El Colorado/Farellones | Cile  | SG         |

Legenda:

SG = supergigante

### Campionati tedeschi
- 15 medaglie (dati parziali fino alla stagione 1985-1986)[1]:
  - 5 ori (slalom speciale nel 1988; slalom speciale nel 1993; slalom gigante nel 1994; slalom speciale nel 1996; supergigante nel 1998)
  - 6 argenti (supergigante nel 1992; supergigante nel 1993; slalom speciale nel 1994; supergigante nel 1996; supergigante nel 1997; discesa libera nel 1998)
  - 4 bronzi (slalom speciale nel 1989; slalom gigante nel 1990; discesa libera nel 1991; discesa libera nel 1996)